# Elbert D. Thomas

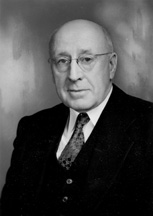
Elbert D. Thomas

Elbert Duncan Thomas (* 17. Juni 1883 in Salt Lake City, Utah-Territorium; † 11. Februar 1953 in Honolulu, Hawaii-Territorium) war ein US-amerikanischer Politiker der Demokratischen Partei. Von 1933 bis 1951 saß er für den US-Bundesstaat Utah im US-Senat.

## Biographie
Als Sohn von Caroline Stockdale und Richard Kendall Thomas wurde Thomas in Salt Lake City geboren. Er war das fünfte von zwölf Kindern. Seine Eltern waren Theater-Liebhaber. So spielte Thomas früh in verschiedenen Stücken kleinere und größere Rollen. Er studierte an den Universitäten von Utah und California, Berkeley. 1907 heiratete Thomas Edna Harker.
1907 ging Thomas mit seiner Ehefrau nach Japan, um als Missionar für die Mormonen tätig zu sein. 1912 kehrten beide zurück. Fortan war Thomas als Professor für Politikwissenschaften und Geschichte an der University of Utah tätig. 1932 kandidierte er für die Demokratische als Senator für Utah im Bundessenat. Er konnte sich gegen Reed Smoot durchsetzen. Die Wiederwahl gelang ihm zwei Mal. 1942 starb seine Frau, mit der er drei Kinder hatte. Anschließend heiratete er Ethel Evans, mit der er bis zu seinem Tod liiert war. 1950 unterlag er Wallace F. Bennett und schied wieder aus dem Senat aus. Während seiner Zeit im Senat war er unter anderem Vorsitzender des United States Senate Committee on Health, Education, Labor, and Pensions sowie des United States Senate Committee on Armed Services. Er gehörte zudem mehreren anderen Ausschüssen an.
Nach seiner Zeit im Senat war er von 1951 bis zu seinem Tod High Commissioner des Treuhandgebietes Pazifische Inseln. Er verstarb in Honolulu und wurde in seiner Geburtsstadt im Familiengrab beigesetzt.